# Nishada tula
Nishada tula är en fjärilsart som beskrevs av George Francis Hampson 1900. Nishada tula ingår i släktet Nishada och familjen björnspinnare. Inga underarter finns listade i Catalogue of Life.